# 王子衡
王 子衡（おう しこう、1894年 – 没年不詳）は、中華民国・満洲国のジャーナリスト・官僚。弟に王秉鐸 。

## 事績
1901年（光緒27年）から1912年（民国元年）まで私塾で学ぶ。1913年（民国2年）に旅順中学に入学し、1918年（民国7年）卒業。翌1919年（民国7年）、日本に留学して早稲田大学政治経済科に入学、1922年（大正11年）に卒業したとされるが、公的な記録としては卒業を確認できない。
帰国後の1923年（民国12年）、大連の新聞『関東報』で編集長となった。1925年（民国14年）以降は奉天省公署秘書、北京政府実業部監事、奉天省公署咨議を歴任している。1931年（民国20年）4月、『関東報』で主筆となるが、満洲事変勃発後の同年11月からは奉天地方自治指導部長・于沖漢の秘書をつとめた。
満洲国建国後の1932年（大同元年）3月、満洲国監察院監察官に任命され、6月には国務院総務庁秘書官へ移る。1938年（康徳5年）8月15日、黒河省長となるが任期は短く、12月27日に更迭され、翌1939年（康徳6年）1月1日に産業部畜産司長に転じた。1940年（康徳7年）5月、興農部農政司長（後に農産司長と改称）となり、翌1941年（康徳8年）6月、満洲国協和会中央本部指導部長に任命された。1943年（康徳10年）4月20日、浜江省長に改任され、そのまま満洲国崩壊を迎えた。
満洲国崩壊後、王子衡はソ連軍に逮捕され、シベリア第45収容所に収監された。1950年8月、中華人民共和国に引き渡され、撫順戦犯管理所で思想改造を受ける。後に釈放され、文史資料執筆などを行った。なお、没年については不詳である。